# Ian Livingston
Ne doit pas être confondu avec Ian Livingstone.
Ian Livingston, né le 28 juillet 1964 à Glasgow, baron Livingston de Parkhead, est un homme politique britannique, membre de la Chambre des lords du Royaume-Uni et de 2013 à 2015, un ministre du gouvernement Cameron.

## Biographie
Livingston est Secrétaire d'État pour le commerce et l'investissement dans le gouvernement Cameron depuis le 11 décembre 2013. Il succède à Stephen Green.
Le 15 juillet 2013, il est créé pair à vie dans la pairie du Royaume-Uni en tant que baron Livingston de Parkhead et siège à la Chambre des lords.